# Колиђана Алта (Пистоја)
Колиђана Алта је насеље у Италији у округу Пистоја, региону Тоскана.
Према процени из 2011. у насељу је живело 35 становника. Насеље се налази на надморској висини од 16 м.